# The Fantastics
I Fantastics sono stati un tag team di wrestling attivo dal 1984 al 2007, composto da Bobby Fulton e Tommy Rogers. Talvolta, Fulton lottava anche in coppia con il fratello Jackie Fulton sotto lo stesso nome.

## Storia

### Mid South Wrestling (1984)
A Memphis Terry Taylor fu messo in coppia con un giovane wrestler di nome Bobby Fulton, che all'epoca era solo un jobber ma faceva ben sperare come talento in prospettiva futura. Per capitalizzare ulteriormente sul successo dei The Fabulous Ones, il duo fu rinominato "The Fantastic Ones" e lottò insieme per soli pochi match prima di sciogliersi. Nel 1984 Bobby Fulton si trasferì nella Mid-South e fece coppia con Tommy Rogers accorciando il nome del tag team in "The Fantastics". Lottarono nel loro primo match insieme il 20 giugno 1984, sconfiggendo Barry Orton & Pat Rose.
Dopo aver battuto alcuni avversari di poco conto, i Fantastics ebbero la loro prima vittoria importante quando sconfissero Hercules Hernandez & Krusher Khruschev il 15 luglio 1984, a Tulsa. Quindi iniziarono un feud con i Midnight Express (Bobby Eaton & Dennis Condrey) che si sarebbe protratto nella National Wrestling Alliance (NWA).

### World Class Championship Wrestling (1984–1985)
Nell'ottobre 1984 i Fantastics approdarono nella World Class Championship Wrestling di Fritz Von Erich, portandosi dietro la rivalità con i Midnight Express. I Fantastics li sconfissero nel match d'esordio nella compagnia nel corso di un house show svoltosi a San Antonio, Texas, il 20 ottobre, mentre il giorno seguente a Fort Worth sconfissero The Long Riders (Bill Irwin & Scott Irwin) conquistando l'NWA American Tag Team Championship. Successivamente proseguirono il feud con i Midnight Express con in palio il WCWA Tag Team Championship. Assunsero anche un bodyguard, Silo Sam, per difendersi da loro. Da campioni diferso con successo i titoli contro vari avversari, inclusi Pretty Young Things (Koko B. Ware & Norvell Austin) e Jake Roberts & Kelly Kiniski.
L'11 gennaio 1985 furono sconfitti dai Midnight Express in un match valevole per l'NWA American Tag-Team Championship. I due tag team si affrontarono in numerosi incontri, riconquistando le cinture il 5 maggio 1985 alla seconda edizione della Von Erich Memorial Parade Of Champions. Il secondo regno titolato dei Fantastics durò fino al 24 giugno, quando furono sconfitti dai Dynamic Duo (Chris Adams & Gino Hernandez).

### Mid-South Wrestling (1985)
Quasi immediatamente dopo la sconfitta subita per mano di Adams e Hernandez, i Fantastics tornarono nella Mid-South Wrestling. Il 30 giugno 1985, a Tulsa, sconfissero i Midnight Express ancora una volta. Ebbero poi un feud con Dutch Mantell & Bill Dundee.

### Continental Wrestling Association (1985–1986)
Nel novembre 1985 i Fantastics entrarono nella Continental Wrestling Association, debuttando durante un house show a Lexington, Kentucky, sconfiggendo Pat Rose & Tom Prichard. Successivamente si scontrarono con Rip Morgan & Taras Bulba, The Freedom Fighters (Jim Hellwig & Steve Borden). Il 13 gennaio 1986, a Memphis, sconfissero The Sheepherders conquistando il vacante AWA Southern Tag Team Championship. Meno di due settimane dopo, Rogers & Fulton sconfissero nuovamente gli Sheepherders in un loser-leaves-town match, costringendoli ad abbandonare la CWA. Tuttavia, lo stint dei Fantastics in CWA fu relativamente di breve durata, in quanto il 24 marzo 1986 persero i titoli contro The MOD Squad e si trasferirono nella UWF.

### Universal Wrestling Federation (1986)
I Fantastics si trasferirono nella Universal Wrestling Federation (UWF), esordendo il 30 marzo 1986, sconfiggendo The Sheepherders e strappando loro l'UWF Tag Team Championship. Pur continuando a difendere i titoli, la coppia partecipò alla NWA Jim Crockett Sr. Memorial Cup 1986. Il 19 aprile il team sconfisse The Fabulous Ones nel primo round di un torneo svoltosi al Super Dome di New Orleans, Louisiana. Più tardi quello stesso giorno, Fulton & Rogers sconfissero al secondo turno Tully Blanchard & Arn Anderson. Ai quarti di finale affrontarono The Sheepherders; ma i due tag team furono entrambi squalificati ed estromessi dal torneo.
Dopo numerose difese del titolo contro gli Sheepherders nella primavera del 1986, i Fantastics persero l'UWF Tag-Team Championship in favore di Hot Stuff & Hyatt International (Eddie Gilbert & Sting) il 20 luglio. Le due coppie si sarebbero scambiate i titoli durante l'estate del 1986. Questa faida sarebbe continuata per il resto dell'anno e fino al 1987.

### World Class Championship Wrestling (1987–1988)
Nel febbraio 1987, il duo tornò nella World Class Championship Wrestling. Il 4 marzo si aggiudicarono in breve tempo il World Class Tag Team Championship sconfiggendo Al Madril & Brian Adias nel corso di un house show a Lubbock, Texas. Durante il periodo trascorso nella WCCW ebbero una rivalità con Mike Davis & Tommy Lane, The Rock 'n' Roll RPMs. I Fantastics ebbero la meglio concludendo il feud vincendo uno scaffold match a Parade of Champions 4 il 3 maggio 1987. Il 26 giugno 1987 persero le cinture in favore di Eric Embry & Frankie Lancaster, e poi ebbero un feud con Jack Victory & John Tatum.

### National Wrestling Alliance (1988–1989)
Il 12 marzo 1988 i Fantastics esordirono nella Jim Crockett Promotions, sconfiggendo la più recente formazione dei Midnight Express (Bobby Eaton & Stan Lane). Questi ultimi erano detentori del titolo NWA United States Tag Team Championship all'epoca, ma l'incontro non era valevole per le cinture. Il 27 marzo 1988 il duo affrontò nuovamente i Midnight nel corso della prima edizione di Clash of Champions, ma questa volta fu sconfitto. Il mese dopo parteciparono alla NWA Jim Crockett Sr. Memorial Cup 1988, sconfiggendo Al Perez & Larry Zbyszko. Il 23 aprile ai quarti di finale sconfissero Rick Steiner & l'NWA Television Champion Mike Rotunda, ma furono eliminati in semifinale da Arn Anderson & Tully Blanchard. Il 26 aprile 1988 i Fantastics conquistarono lo United States Tag-Team Championship battendo i Midnight Express in un match da 40 minuti svoltosi a Chattanooga. La loro rivalità proseguì in primavera, con gli Express che riconquistarono i titoli il 10 luglio a Baltimora, all'evento The Great American Bash 1988 - "The Price For Freedom". Successivamente i Midnight resero vacanti i titoli dopo aver conquistato l'NWA World Tag-Team Championship da Anderson & Blanchard. Nel mentre, Rogers & Fulton lottarono in un torneo per le cinture vacanti e le riconquistarono a Clash of the Champions IV "Seasons Beatings" il 7 dicembre 1988, a Chattanooga, quando sconfissero Ron Simmons & Eddie Gilbert. Il loro secondo regno titolato fu di breve durata, in quanto furono sconfitti da The Varsity Club (Kevin Sullivan & Steve Williams) a Starrcade 88.
Nel 1989 lasciarono l'NWA a causa di problemi con il booker Kevin Sullivan.

### All Japan Pro Wrestling (1989)
Dopo un breve stint in CWF, la coppia riapparve nella All Japan Pro Wrestling nell'estate del 1989, entrando nella AJPW Summer Action Series 1989. Fecero la prima apparizione il 1º luglio 1989, e sconfissero Isamu Teranishi & Mighty Inoue a Omiya, Saitama, Giappone. I Fantastics rimasero imbattuti per nove match prima di essere sconfitti da Dean Malenko & Joe Malenko il 15 luglio 1989, a Tokyo, Giappone. Terminarono la Summer Action Series con un record di 17–3 prima che Bobby Fulton tornasse negli Stati Uniti.

### World Championship Wrestling (1989–1990)
Mentre Rogers era impegnato a lottare in Giappone, Fulton riapparve nella American Wrestling Association (AWA) combattendo in coppia con suo fratello, Jackie Fulton, sempre come "The Fantastics". I due ebbero un breve feud con Mike Enos & Wayne Bloom. Il 21 settembre 1989, i "nuovi" Fantastics debuttarono nella WCW a Savannah, dove furono sconfitti dai The Fabulous Freebirds. Il 21 ottobre 1989 a World Championship Wrestling sconfissero Lee Scott & Agent Steel. Il 23 dicembre furono sconfitti dai vecchi nemici Midnight Express.
La coppia di fratelli lottò sporadicamente nella World Championship Wrestling, poiché il loro match successivo arrivò soltanto il 30 marzo 1990, quando affrontarono Jack Victory & Rip Morgan a Lynchburg. Il 30 luglio sconfissero Barry Horowitz & Scotty Williams durante una puntata di NWA Power Hour. Nello stesso show furono intervistati da Missy Hyatt. Il 24 agosto 1990 furono sconfitti dai campioni NWA World Tag-Team Doom. Quindi Bobby Fulton lasciò la promozione, lasciando Jackie a lottare nella divisione singola senza particolare successo.

### South Atlantic Pro Wrestling (1990–1991)
Il 19 ottobre 1990 il duo Bobby e Jackie Fulton riapparve nella South Atlantic Pro Wrestling. Lottando nel corso di un match, i Fantastics sconfissero Tommy Landell & Trent Knight. Il 29 dicembre 1990 conquistarono il SAPW Tag-Team Championship battendo The Pitbulldogs (The Pitbulls) a Greenville. Rimasero nella compagnia fino alla fine di marzo del 1991.

### Smoky Mountain Wrestling (1991–1992)
Quando Jim Cornette fondò la sua propria compagnia, la Smoky Mountain Wrestling, Bobby Fulton e suo fratello Jackie lottarono come "The Fantastics" e occasionalmente "The Fantastic Ones" nella sua federazione. I due fratelli esordirono il 30 ottobre 1991 a Greenville, sconfiggendo Ivan Koloff & Vladimir Koloff in un match teletrasmesso l'8 febbraio 1992. Il duo ebbe un feud con Jim Cornette e The Heavenly Bodies. Il 12 marzo 1992, i Fulton introdussero il membro originale dei Fantastics, Tommy Rogers, come partner a sorpresa; i tre Fantastics sconfissero Billy Black, Joel Deaton & Jimmy Golden.
Nel marzo 1992 presero parte a un torneo per l'assegnazione del titolo SMW Tag-Team. Il 12 marzo batterono The Wild Bunch (Billy Black & Joel Deaton) passando al round successivo. Il 9 aprile i Fantastics sconfissero The Maulers (Jack Victory & Rip Morgan) accedendo alla finale. Tuttavia, il 23 aprile 1992, gli Heavenly Bodies li sconfissero conquistando le cinture. Lottarono il loro ultimo match l'8 novembre 1992 nel corso di un house show, contro Robert Fuller & Jimmy Golden.

### World Championship Wrestling (1994–1995)
Il 30 ottobre 1994, la formazione originale dei Fantastics fece il suo ritorno nella World Championship Wrestling allo show WCW Worldwide, sconfiggendo Sonny Trout & Rick Thames. Il 3 dicembre sfidarono i campioni di coppia Pretty Wonderful. Il 10 dicembre 1994 a WCW Saturday Night furono sconfitti dagli Harlem Heat. Lo stesso giorno a WCW Worldwide furono battuti dai Pretty Wonderful in un match valevole per il titolo di coppia.
Il 21 gennaio 1995 a WCW Worldwide furono nuovamente sconfitti dagli Harlem Heat. Il 26 marzo arrivò un'altra sconfitta per mano dei Pretty Wonderful, e il 30 aprile persero contro The Blue Bloods (Lord Steven Regal & Bobby Eaton). La loro ultima apparizione nella compagnia si ebbe il 18 giugno 1995, in un dark match con gli Harlem Heat al PPV Great American Bash 95.

### World Championship Wrestling (1996)
Il 21 ottobre 1996 effettuarono un'apparizione a sorpresa a Monday Nitro, perdendo con The Faces of Fear in un match trasmesso da Mankato, Minnesota. Il giorno successivo affrontarono gli High Voltage in un dark match a WCW Saturday Night.

### World Wrestling Federation (1997)
Nel periodo nel quale non lottavano in coppia, sia Tommy Rogers sia Bobby Fulton fecero delle apparizioni nella World Wrestling Federation in occasione dell'inaugurazione della nuova divisione Light Heavyweight. I due si affrontarono l'uno contro l'altro il 16 giugno 1997, quando Rogers sconfisse Bobby Fulton a Raw is War in un torneo per incoronare il primo campione WWF Light Heavyweight. Rogers fu poi sconfitto da Brian Christopher nel round successivo.

## Nel wrestling
Mosse finali
- Fantastic Flip (Assisted somersault senton bomb)
- Rocket Launcher

## Titoli e riconoscimenti
- Rogers & Fulton
  - Continental Wrestling Association
    - AWA Southern Tag Team Championship (1)[37][38]
    - AWA Southern Tag Team Championship Tournament (1986)[39]

  - Jim Crockett Promotions
    - NWA United States Tag Team Championship (2)[22]
    - NWA United States Tag Team Championship Tournament (1988)[39]

  - National Wrestling League
    - NWL Tag Team Championship (1)

  - Pro Wrestling America
    - PWA Tag Team Championship (1)[40]

  - Pro Wrestling Illustrated
    - 63º posto nella lista dei migliori 100 tag team nei "PWI Years" del 2003.

  - Universal Wrestling Federation
    - UWF Tag Team Championship (2)[41]

  - World Class Wrestling Association
    - NWA American Tag Team Championship (2)[42][43]
    - WCWA Tag Team Championship (2)[6]

  - Wrestling Observer Newsletter
    - Feud of the Year (1988) vs. the Midnight Express
- Bobby & Jackie Fulton
  - Big Time Wrestling
    - BTW Ohio Tag Team Championship (1)[44]

  - Smoky Mountain Wrestling
    - SMW Tag Team Championship (1)[45]

  - South Atlantic Pro Wrestling
    - SAPW Tag Team Championship (1)[46]
- Altri titoli

- IWA Tag Team Championship (1)
- SCW Tag Team Champions (1)